# ...Ready for It?
...Ready for It? – drugi singel amerykańskiej piosenkarki Taylor Swift z jej szóstego albumu studyjnego, zatytułowanego Reputation. Po raz pierwszy został wydany 3 września 2017 przez wytwórnię Big Machine, jako pierwszy singel promocyjny. Ostatecznie jednak, Swift wydała go 24 października, jako pełnoprawny singel. Twórcami tekstu utworu są Taylor Swift oraz Max Martin, Shellback, Ali Payami, którzy odpowiadają również za produkcję singla.
„...Ready for It?” jest utrzymany w stylu muzyki electropop i industrial pop. Piosenka była notowana w pierwszej dziesiątce w Australii, Kanadzie, Nowej Zelandii, Stanach Zjednoczonych, na Węgrzech oraz w Wielkiej Brytanii.

## Teledysk
23 października 2017, Swift na swoich kontach społecznościowych wydała teaser promujący teledysk. Klip do singla został opublikowany 26 października. Reżyserem teledysku jest Joseph Kahn, a nakręcony on został w Hawthorne Plaza Shopping Center w Hawthorne w Kalifornii. W nim pojawia się duża ilość odniesień do filmów z gatunku science-fiction i anime, takie jak: Blade Runner 2049, Ghost in the Shell, Ex Machina, Tron, Czarodziejka z Księżyca, czy Gatunek.

## Wykonania na żywo
11 listopada 2017, piosenkarka zaprezentowała „...Ready for It?” i akustyczną wersję piosenki „Call It What You Want” w programie Saturday Night Live. 1 grudnia Swift wykonała także utwór w ramach KIIS-FM’s Jingle Ball 2017 w Inglewood. Dwa dni później piosenkarka zagrała singel podczas 99.7 Now!’s Poptopia w San Jose z tą samą setlistą. W następnym tygodniu artystka wykonała piosenkę na innych imprezach, takich jak B96 Chicago, Pepsi Jingle Bash 2017 oraz Z100 Jingle Ball 2017 (Nowy Jork) i Jingle Bell Ball 2017 (Londyn).

## Wykorzystanie utworu
2 września 2017 ESPN użyczył fragmentu kompozycji w reklamie ukazującej uniwersytecki mecz futbolu pomiędzy Florida State i Alabamą. Następnie utwór został wykorzystany w jesiennej ramówce stacji telewizyjnej ABC.

## Lista utworów
- Digital download[12]

1. „...Ready for It?” – 3:28

- Digital download (BloodPop Remix)[13]

1. „...Ready for It?” (BloodPop Remix) – 3:09

## Notowania i certyfikaty
| Lista (2017–18)                      | Najwyższa pozycja |
| ------------------------------------ | ----------------- |
| Australia (Top 50 Singles)           | 3                 |
| Austria (Ö3 Austria Top 40)          | 26                |
| Czechy (Rádio – Top 100)             | 18                |
| Czechy (Singles Digitál – Top 100)   | 26                |
| Francja (Top Singles & Titres)       | 20                |
| Hiszpania (PROMUSICAE)               | 70                |
| Holandia (Single Top 100)            | 76                |
| Irlandia (Singles Chart)             | 12                |
| Kanada (Billboard Canadian Hot 100)  | 7                 |
| Niemcy (Media Control Charts)        | 47                |
| Norwegia (VG-lista)                  | 32                |
| Nowa Zelandia (Recorded Music NZ)    | 9                 |
| Polska (AirPlay – Top)               | 46                |
| Portugalia (AFP)                     | 30                |
| Słowacja (Singles Digitál – Top 100) | 25                |
| Stany Zjednoczone (Hot 100)          | 4                 |
| Szwajcaria (Singles Top 100)         | 41                |
| Szwecja (Sverigetopplistan)          | 32                |
| Węgry (Single (track) Top 40 lista)  | 4                 |
| Wielka Brytania (UK Singles Chart)   | 7                 |
| Włochy (FIMI)                        | 65                |

| Państwo                  | Certyfikat         |
| ------------------------ | ------------------ |
| Australia (ARIA)         | 2× platynowa płyta |
| Kanada (Music Canada)    | 2× platynowa płyta |
| Polska (ZPAV)            | złota płyta        |
| Stany Zjednoczone (RIAA) | 2× platynowa płyta |
| Szwecja (GLF)            | złota płyta        |
| Wielka Brytania (BPI)    | srebrna płyta      |

## Historia wydania
| Region            | Data                 | Format                                                      | Wytwórnia   | Źródło |
| ----------------- | -------------------- | ----------------------------------------------------------- | ----------- | ------ |
| Świat             | 3 września 2017      | Digital download, streaming (wydany jako singel promocyjny) | Big Machine | [ 12 ] |
| Stany Zjednoczone | 24 października 2017 | Rhythmic contemporary                                       | Big Machine | [ 41 ] |